# Steinkreis vom Fevikveien
Der Steinkreis vom Fevikveien (auch Steinkreis von Vik genannt) liegt in Vik neben der Hauptstraße Fevikveien zwischen Grimstad und Fevik im Fylke Agder in Norwegen.
Der Steinkreis mit einem Durchmesser von etwa 18,0 Metern besteht aus neun großen Steinen. Der Abstand zwischen ihnen beträgt etwa 4,0 Meter. Die Steine haben Höhen zwischen 120 und 80 cm. Die Steinbreite variiert zwischen 70 und 100 cm. Der Steinkreis wurde vermutlich in der Eisenzeit um 500 n. Chr. errichtet.
Wenige 100 Meter westlich befindet sich ein weiterer, nicht so gut erhaltener Steinkreis.